# Giochi del mare
I Giochi del mare sono una manifestazione che si svolge in Italia dal 1998. Il Comitato era in origine legato alla CMAS (Confederazione mondiale delle attività subacquee), con la quale è iniziata una collaborazione che ha portato i Giochi ad assumere una posizione importante nel panorama sportivo italiano e internazionale grazie anche al supporto di diversi enti locali e al Comitato Organizzatore dei Campionati del mondo di nuoto fino al 2009 e la collaborazione nel tempo con molti Enti Locali. A garantirne l'organizzazione sono state diverse Federazioni Sportive Nazionali, dalla FIBa Federazione Italiana di Badminton alla Fidal Federazione Italiana di Atletica Leggera per arrivare, a partire dal 2021 alla Fipsas Federazione Italiana Pesca Sportiva e Attività Subacquee, in collaborazione con il COGideM Comitato Organizzatore dei Giochi del Mare.
Sono state proposte gare con atleti di più di 30 Paesi e sono stati battuti diversi record. L'apneista romano Simone Arrigoni, ad esempio, ha fatto registrare molti primati tra cui spicca quello del 2007 di 231 metri in lunghezza trainato da un propulsore subacqueo, proprio nelle gare dei Giochi del mare a cui sono seguite performance con diverse specialità. La manifestazione sportiva coinvolge anche atleti disabili. E' del 4 giugno 2021 il primo record del mondo in apnea per Ilenia Colanero che, a Vasto, ha fatto registrare in diretta tv (Rai2, Tg2 Italia) il primato mondiale in apnea dinamica (70 metri in 1'20'') ma l'attenzione verso la disabilità sempre stata un punto di forza così come quello alla diversità di genere.
Tra le attività svolte, spiccano anche il Trofeo Marta Russo Una stella per Marta di scherma, il corso sub per disabili, le esibizioni di tiro a volo con diversi olimpionici, il parabadminton. Sempre nell'edizione 2021, a Vasto, si è svolto il primo torneo del circuito TTX, la versione estiva del tennistavolo.
L'edizione 2013, svolta in Calabria, incluse l'organizzazione delle finali nazionali dei Giochi sportivi studenteschi di vela, hockey su prato, badminton e tiro con l'arco.
Intensa è stata la collaborazione con gli Enti Locali dove i Giochi del Mare si sono svolti: Regioni, Comuni, Pro Loco e aziende nazionali e locali hanno scelto la manifestazione per proporre ad un pubblico vasto e variegato, le diverse attività. La manifestazione non si è svolta nelle estati 2020 e 2022 per via della pandemia da Covid19.

## Edizioni precedenti
1. 1998: Pescara e Chieti
2. 1999: Catania, Acireale e Aci Castello
3. 2000: Bari, Polignano e Castellana Grotte
4. 2001: Senigallia e Ancona
5. 2003: Campomarino (Cb)
6. 2004: Balestrate (Pa)
7. 2006: Formia (Lt)
8. 2007: Formia e Ventotene (Lt)
9. 2008: Formia, Gaeta e Ventotene (Lt)
10. 2009: Ostia, Formia, Gaeta e Ventotene
11. 2012: Ostia
12. 2013: Reggio Calabria, Scilla e Praia a Mare
13. 2016: Fiumicino e Santa Marinella (Rm)
14. 2017: Nettuno (Rm)
15. 2018: Fiumicino (Rm)
16. 2019: Fiumicino (Rm)
17. 2021: Vasto (Ch)
18. 2023 : isola d'Ischia (Na)

## Discipline in gara nelle passate edizioni
1. Atletica Leggera
2. Apnea dinamica orizzontale (specialità che si disputa in mare, "con pinne" e "senza pinne")
3. Apnea motorizzata (specialità dell'apnea con l'ausilio di trascinatori motorizzati)
4. Arti marziali
5. Beach badminton (versione da spiaggia del badminton)
6. Beach handball (versione da spiaggia della pallamano)
7. Beach rugby (versione da spiaggia del rugby)
8. Beach volley (versione da spiaggia della pallavolo)
9. Bocce
10. Canoa polo
11. Canottaggio
12. Equitazione
13. Fotosub
14. Hockey Subacqueo
15. Kitesurfing
16. Nuoto di fondo
17. Nuoto pinnato
18. Pesistica
19. Rugby subacqueo
20. Tiro a volo (trap e double trap)
21. Scherma
22. Scherma - Trofeo Marta Russo
23. Surfcasting
24. Taekwondo
25. Tennistavolo
26. Tiro con l'arco
27. Surfcasting
28. Swimtrekking
29. Vela
30. Videosub
31. Volley
32. Windsurf